# Gothaer Ersten-Convent

Foto von Mitgliedern der Commission vom Gründungstag des Gothaer EC am 2. Juni 1881 im Berliner Café Monbijou

Der Gothaer Ersten-Convent (Gothaer EC) war ein Korporationsverband in der Zeit von 1881 bis 1885. Seine Mitglieder waren pflichtschlagende und nicht-farbentragende Studentenverbindungen deutscher Universitäten, welche religiös und politisch keinerlei Tendenzen verfolgten. In ihm gingen neben dem Göttinger EC auch weitere Teile des früheren Waltershäuser Verbandes auf.

## Geschichte
Der Gothaer EC wurde am 2. Juni 1881 in Berlin gegründet. Die 12 Gründungsmitglieder waren:
- Derendingia zu Tübingen
- Frisia zu Göttingen
- Gottinga zu Göttingen
- Halberstadtensia zu Leipzig[3]
- Holzminda zu Göttingen
- Mündenia zu Göttingen[4]
- Norddeutsche Verbindung zu Bonn
- Salia zu Jena
- Saxonia zu Tübingen
- Slesvico-Holsatia zu Leipzig[5]
- Slesvigia zu Kiel
- Vitebergia zu Halle

Weiteres Mitglied:
- Pharmacia Jena[6] (Aufnahme am 18. Juni 1884)[7]

Wichtigstes Ziel des Zusammenschlusses war eine überzeugende Vertretung der schwarzen Prinzipien und eine gegenseitige Stärkung der einzelnen Verbindungen. Durch das "Prinzip der Prinzipienlosigkeit" wollten die Mitgliedsverbindungen sich gegen die großen Verbände abgrenzen und sich gegenseitig eine Heimat für ihre auswärtigen Bundesbrüder geben.
Doch seit Beginn gab es unterschiedliche Auffassungen über das Farbentragen und den Mensurstandpunkt. So wurde unter Leitung der Vorsitzenden Verbindung Salia die erste ordentliche Sitzung des Gothaer EC am 26. Mai 1882 in Gotha mit der Mitteilung eröffnet, sowohl die Tübinger Saxonia als auch die Leipziger Halberstadtensia und die Kieler Slesvigia seien ausgetreten. Vitebergia beantragte 1883 die Aufnahme in den Landsmannschafter Convent (L.C.) und verließ dadurch den Gothaer EC. Die zweite ordentliche EC-Sitzung am 11. Mai 1883 verlief ohne Probleme, doch 1884 musste die für kurz vor Pfingsten anberaumte Sitzung verschoben werden, da die Göttinger Frisia und die Tübinger Derendingia ausgetreten waren. Die Leipziger Slesvico-Holsatia wurde vom Universitäts-Senat suspendiert und musste den Gothaer EC verlassen. Kurz darauf wurden auch die Göttinger Verbindungen Gottinga und Mündenia farbentragend und traten ebenfalls aus. Dadurch, dass nach und nach die meisten Mitglieder ebenfalls Farben aufsetzten, wurde ein weiteres Zusammenwirken als sinnlos angesehen und der Gothaer EC im Wintersemester 1885/86 aufgelöst.